# 11921 Mitamasahiro
11921 Mitamasahiro eller 1992 UN3 är en asteroid i huvudbältet som upptäcktes den 26 oktober 1992 av de båda japanska astronomerna Kazuro Watanabe och Kin Endate vid Kitami-observatoriet. Den är uppkallad efter författaren Masahiro Mita.
Asteroiden har en diameter på ungefär 14 kilometer.